# Paratrochosina
Paratrochosina Roewer, 1960 è un genere di ragni appartenente alla famiglia Lycosidae.

## Distribuzione
Le 3 specie note di questo genere sono state reperite in Russia, Canada, Alaska e Argentina.

## Tassonomia
Le caratteristiche di questo genere sono state descritte dall'analisi degli esemplari tipo Tarentula insolita (L. Koch, 1879).
Considerato sinonimo posteriore di Metatrochosina Roewer, 1960 a seguito di un lavoro dell'aracnologo Guy del 1966.
Non sono stati esaminati esemplari di questo genere dal 1955.
Attualmente, a luglio 2017, si compone di 3 specie:
1. Paratrochosina amica (Mello-Leitão, 1941) — Argentina
2. Paratrochosina insolita (L. Koch, 1879)[2] — Canada, Alaska, Russia
3. Paratrochosina sagittigera (Roewer, 1951)— Russia

### Specie trasferite
- Paratrochosina arctosaeformis (Caporiacco, 1940); trasferita al genere Caporiaccosa Roewer, 1960[1].
- Paratrochosina murina (Mello-Leitão, 1941); trasferita al genere Birabenia Mello-Leitão, 1941.